# Bellicourt
Bellicourt ist eine französische Gemeinde mit 561 Einwohnern (Stand 1. Januar 2022) im Département Aisne in der Region Hauts-de-France. Sie gehört zum Arrondissement Saint-Quentin und zum Gemeindeverband Pays du Vermandois.

## Geografie
Bellicourt liegt 13 Kilometer nördlich von Saint-Quentin am Canal de Saint-Quentin, der hier durch den Riquevaltunnel führt. Unmittelbar westlich von Bellicourt verläuft die Autoroute A26.

## Geschichte
Das Gemeindegebiet war im Ersten Weltkrieg Teil der Siegfriedstellung und wurde in der Schlacht am Saint-Quentin-Kanal am 29. September 1918 von den Alliierten erobert.

### Bevölkerungsentwicklung
| Jahr                       | 1962 | 1968 | 1975 | 1982 | 1990 | 1999 | 2011 | 2021 |
| Einwohner                  | 609  | 624  | 607  | 640  | 664  | 680  | 635  | 574  |
| Quellen: Cassini und INSEE |      |      |      |      |      |      |      |      |

## Sehenswürdigkeiten

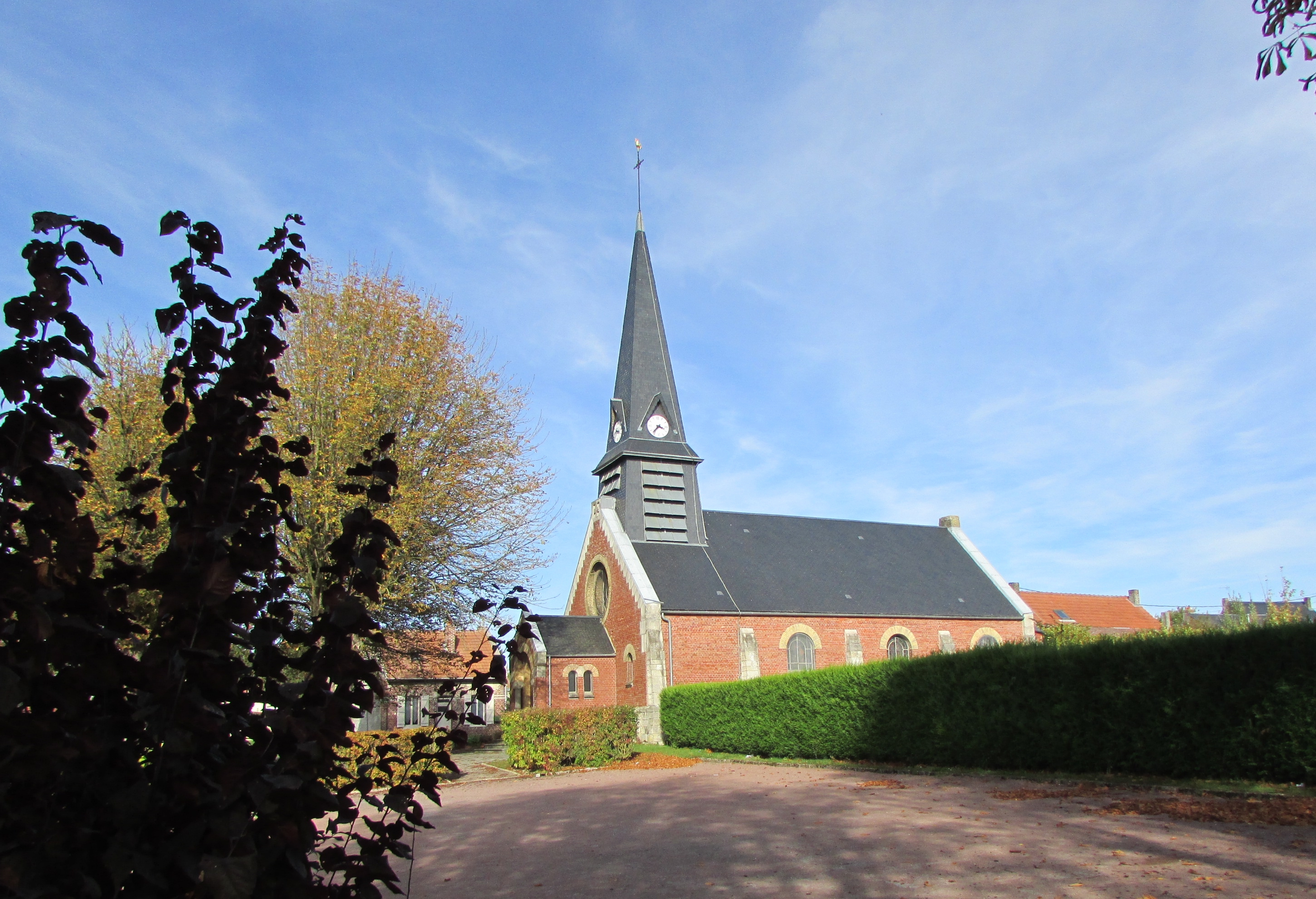
Kirche Saint-Pierre-ès-Liens
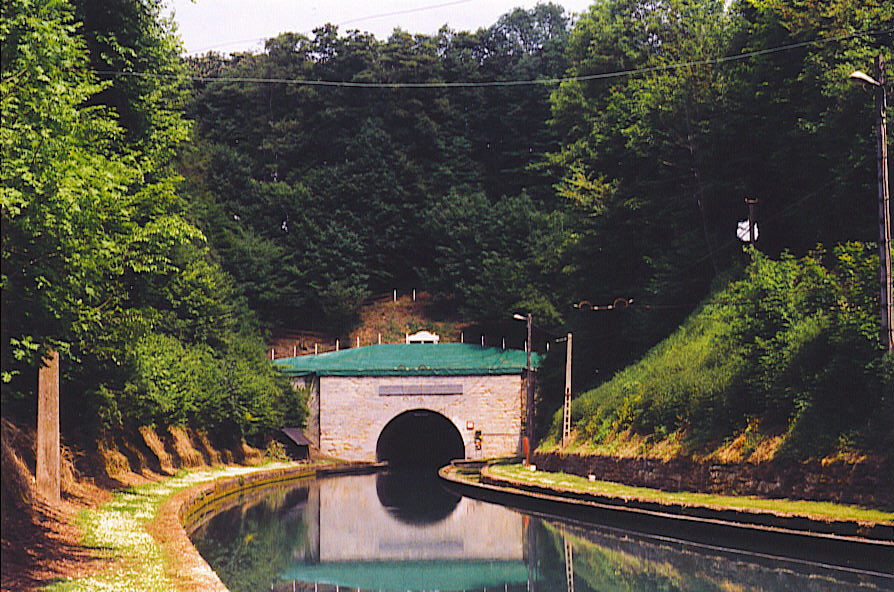
Südportal des Riquevaltunnels
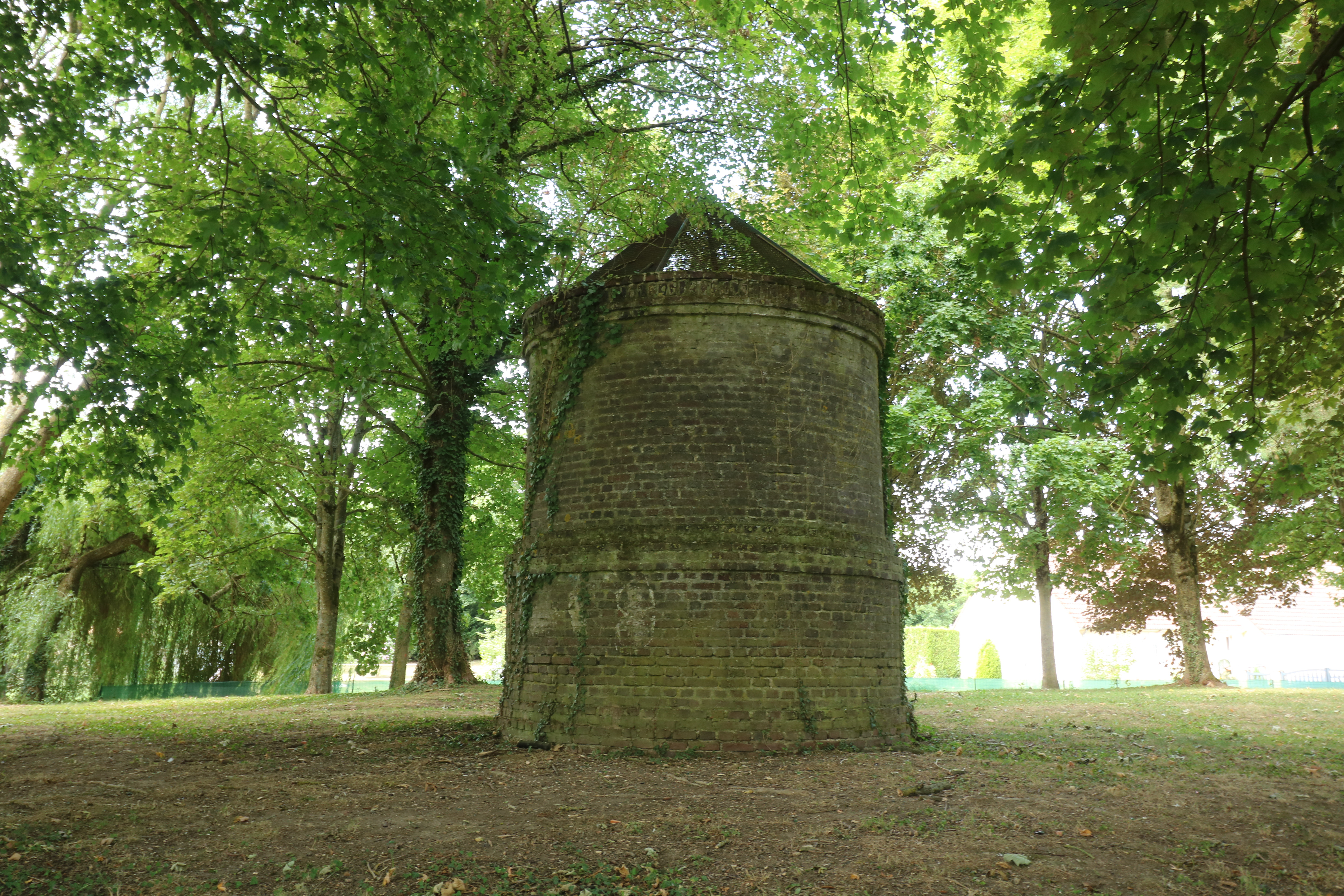
Belüftungsturm für den Kanaltunnel
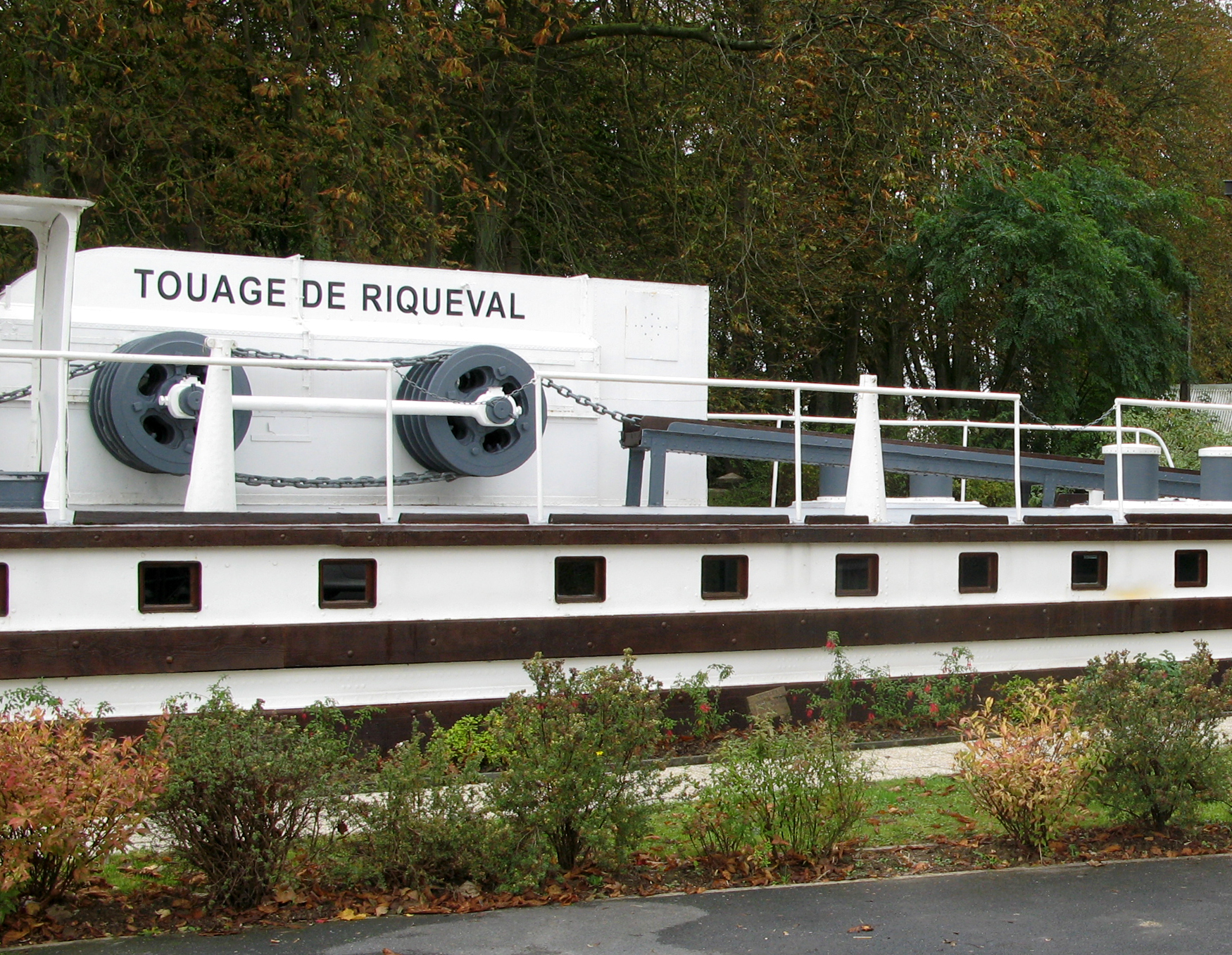
Kettenschleppschiff für den Kanaltunnel
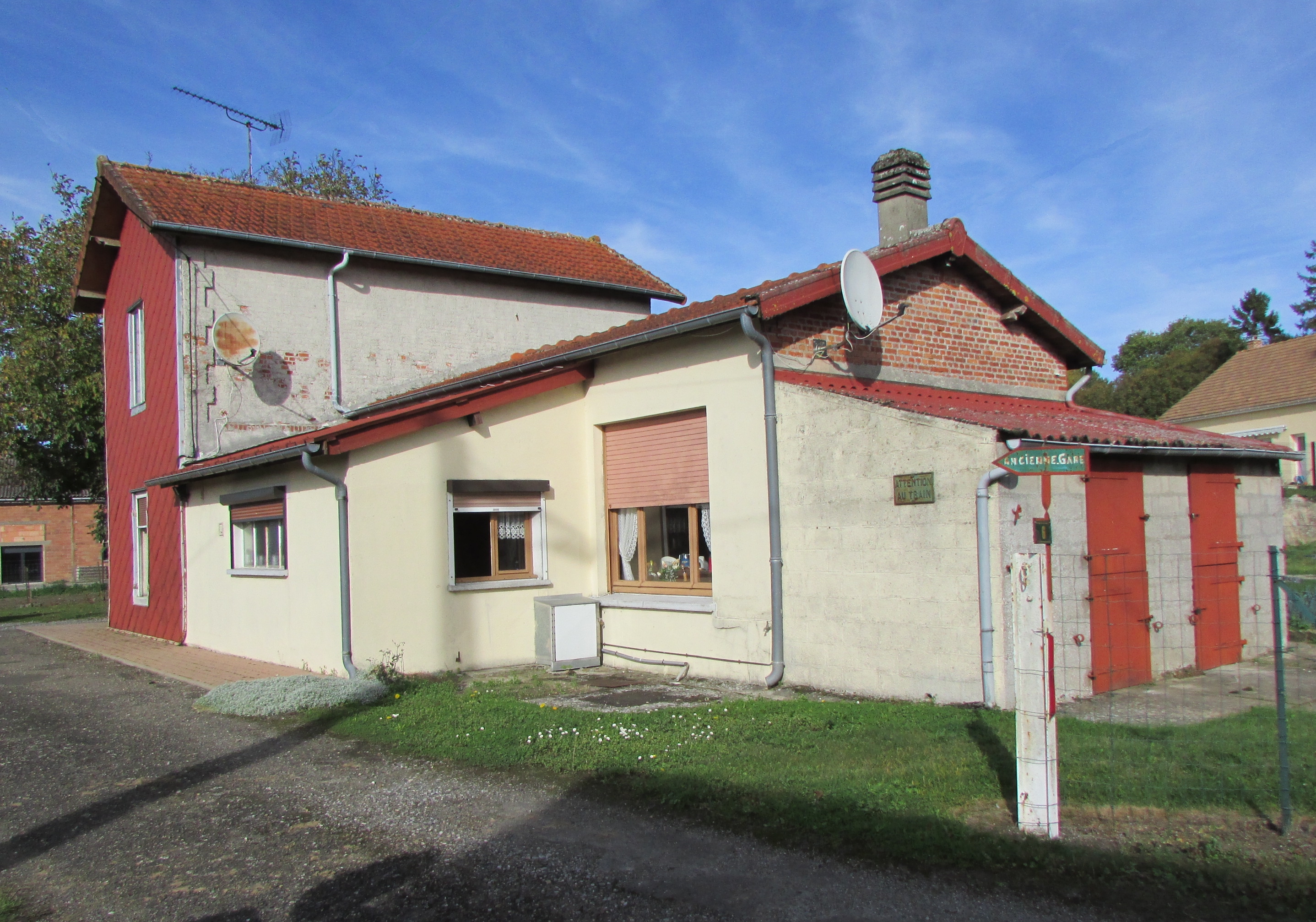
Ehemaliger Bahnhof
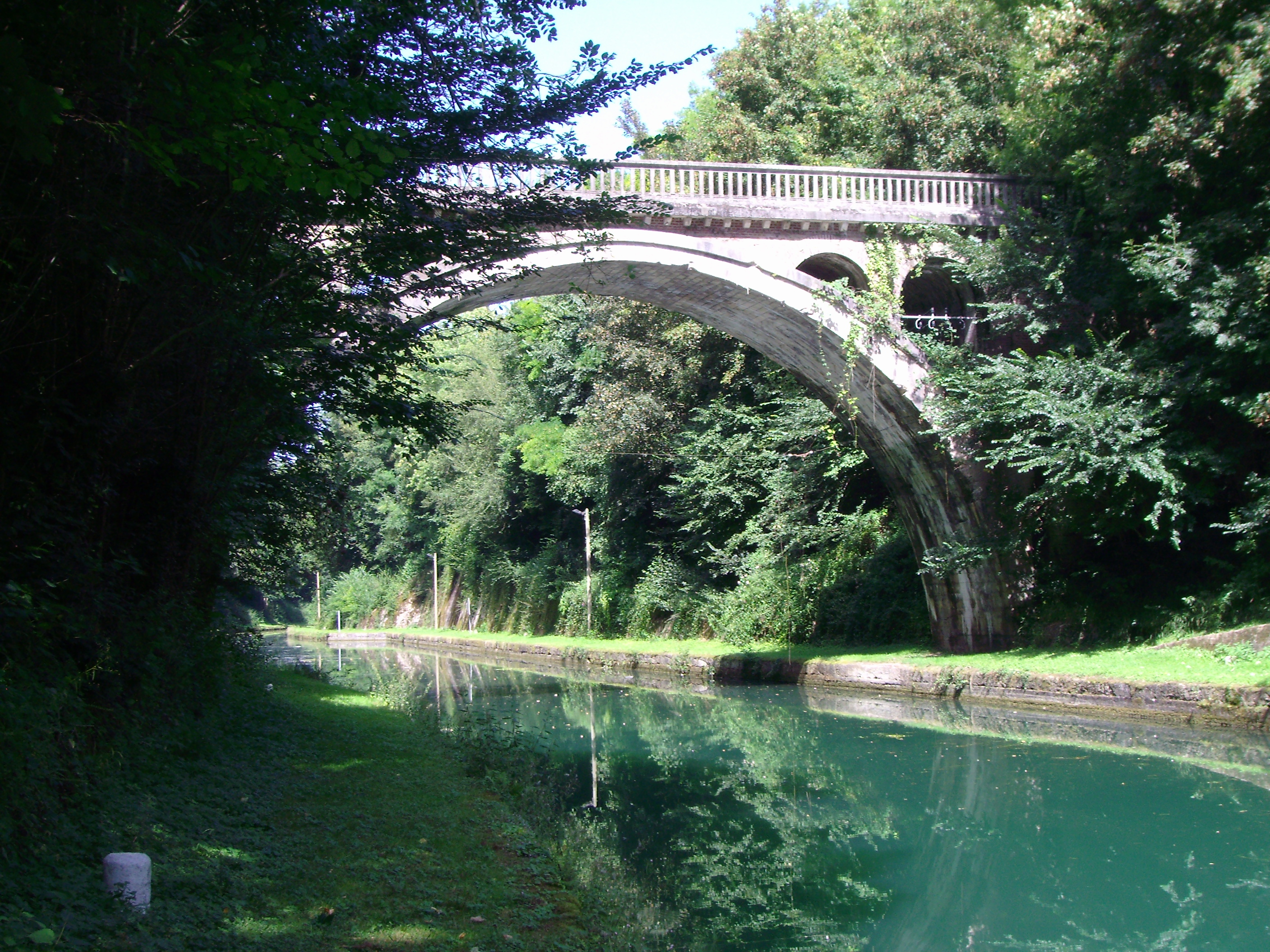
Brücke über den Canal de Saint-Quentin im Ortsteil Riqueval
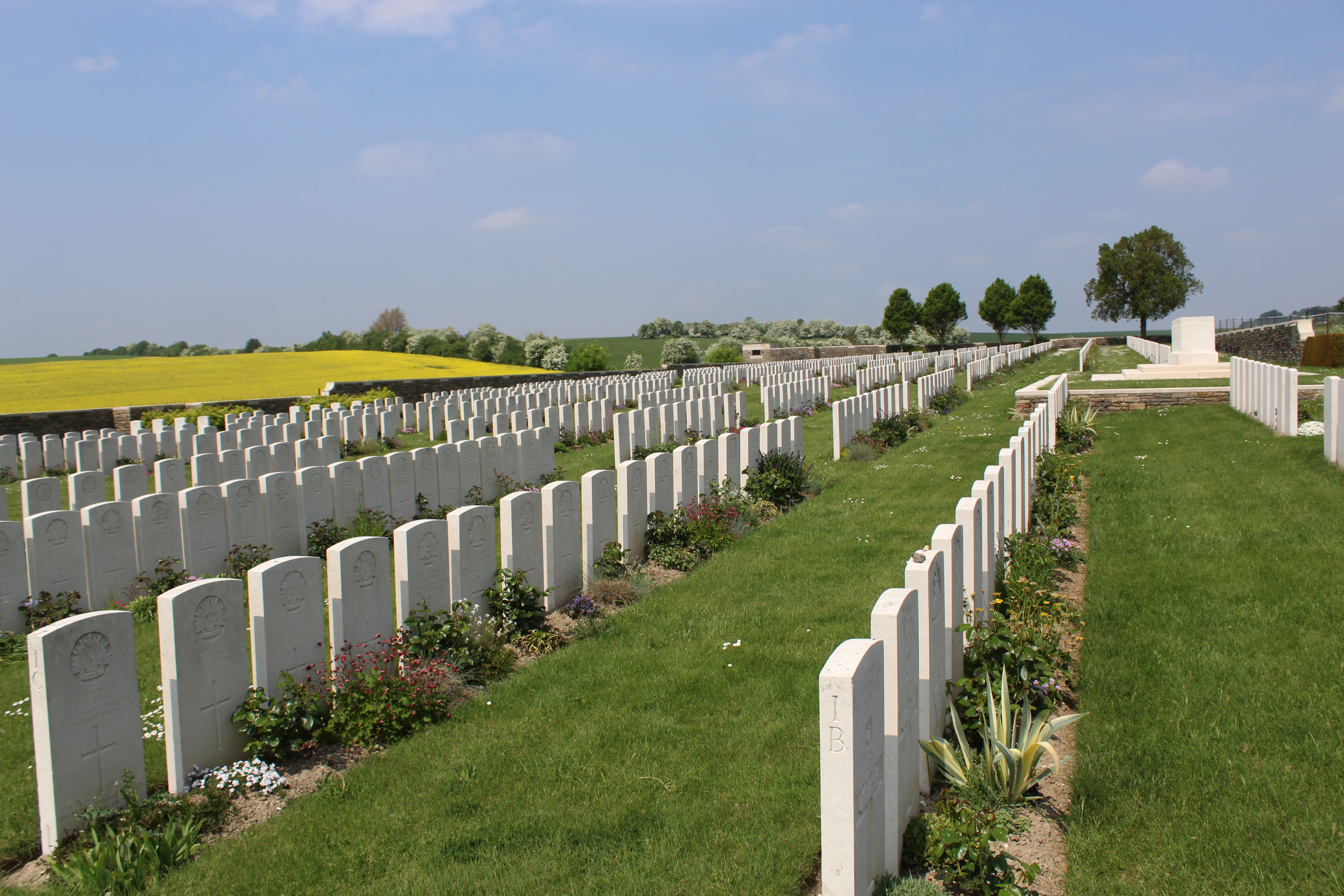
Soldatenfriedhof
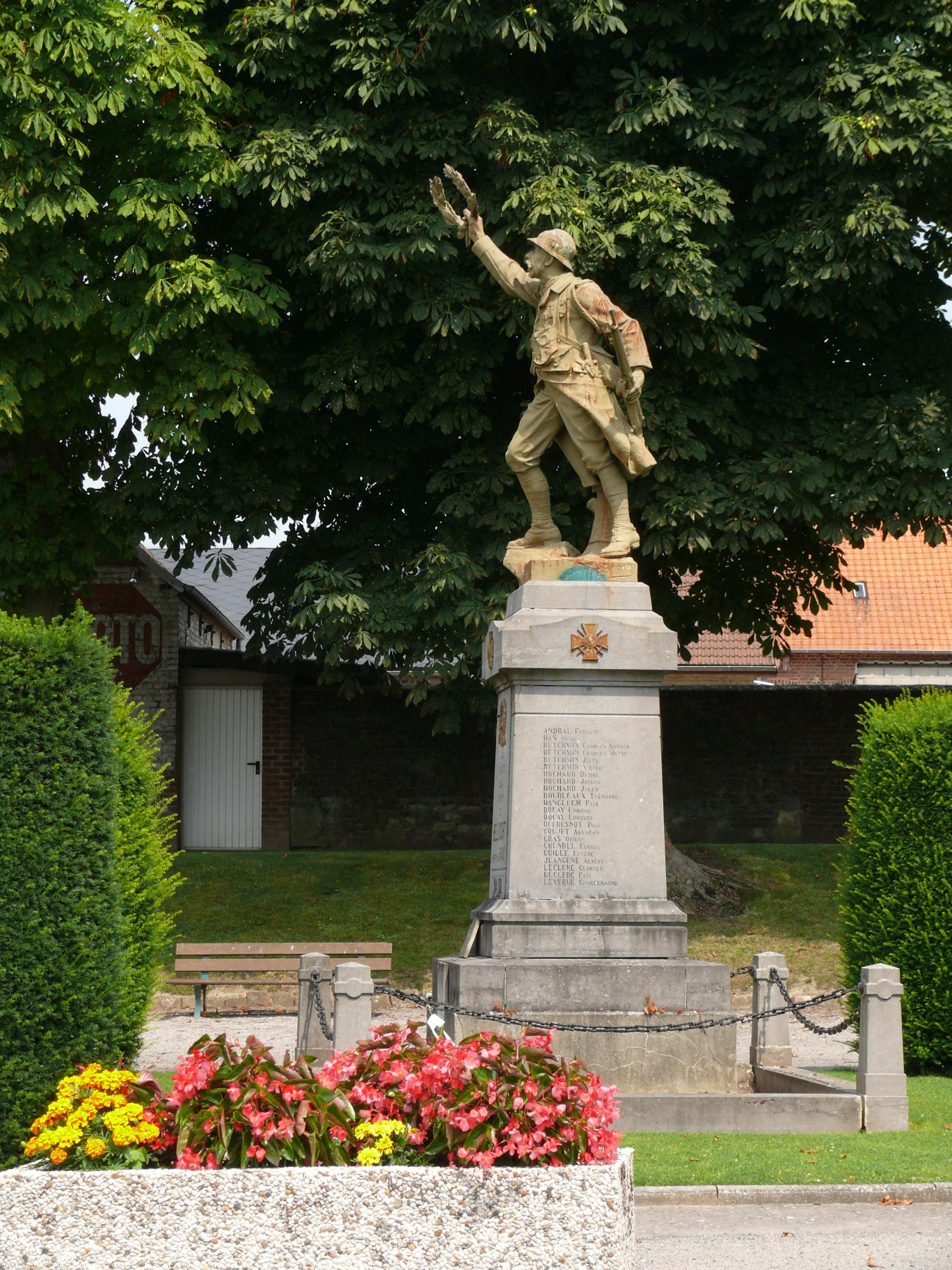
Gefallenendenkmal

- Riquevaltunnel und Kanaltunnel-Museum
- zwei Wassertürme
- Soldatenfriedhof des Commonwealth
- amerikanisches Kriegsdenkmal

- Kirche Saint-Pierre-ès-Liens
- Südportal des Riquevaltunnels
- Belüftungsturm für den Kanaltunnel
- Kettenschleppschiff für den Kanaltunnel
- Ehemaliger Bahnhof
- Brücke über den Canal de Saint-Quentin im Ortsteil Riqueval
- Soldatenfriedhof
- Gefallenendenkmal